# El casamiento (documental)
El casamiento es una película de cine documental dirigida por el uruguayo Aldo Garay y estrenada en 2011. El documental narra la historia de Julia Brian, una mujer trans, e Ignacio González, un ex obrero de la construcción, quienes esperan poder casarse. Obtuvo el Premio Iris al mejor documental en 2013.

## Sinopsis
El documental se centra en la historia y la vida cotidiana de Julia Brian e Ignacio González, ambos ya en la tercera edad, que viven en las periferias de Montevideo. Julia es una persona transexual, se sometió a una Cirugía de reasignación de sexo en un hospital público en 1993. Tras ser reconocida su identidad de género por el estado uruguayo en 2005, la pareja espera contraer matrimonio tras veinte años de convivencia.

## Premios y nominaciones
Entre los galardones que ha obtenido el documental están:
| Año  | Festival/Premiación                                                | País      | Categoría                                              | Resultado | Ref.  |
| ---- | ------------------------------------------------------------------ | --------- | ------------------------------------------------------ | --------- | ----- |
| 2011 | BAFICI - Buenos Aires Festival Internacional de Cine Independiente | Argentina | Derechos Humanos                                       | Mención   | [ 3 ] |
| 2011 | Festival de Cine de Bogotá                                         | Colombia  | Círculo Precolombino de Oro al Mejor Documental Social | Ganador   | [ 3 ] |
| 2011 | Festival de Cine de Lima                                           | Perú      | Mención Especial del Jurado                            | Ganador   | [ 3 ] |
| 2011 | Festival de Málaga cine español                                    | España    | Biznaga de Plata - Premio Especial del Jurado          | Ganador   | [ 3 ] |
| 2011 | Festival del Cinema Latino Americano di Trieste                    | Italia    | Mejor Película                                         | Ganador   | [ 3 ] |
| 2011 | Festival del Cinema Latino Americano di Trieste                    | Italia    | Mención Premio Malvinas                                | Ganador   | [ 3 ] |
| 2011 | Festival Internacional del Nuevo Cine Latinoamericano              | Cuba      | Documental                                             | Mención   | [ 3 ] |
| 2011 | Realidad Latina - Festival de Cine Latinoamericano de Flandes      | Bélgica   | Documental                                             | Mención   | [ 3 ] |
| 2013 | Premios Iris                                                       | Uruguay   | Mejor documental                                       | Ganador   | [ 1 ] |